# 2006年トリノオリンピックのエストニア選手団
2006年トリノオリンピックのエストニア選手団（2006ねんトリノオリンピックのエストニアせんしゅだん）は、2006年2月10日から2月26日までイタリアのトリノで開催された2006年トリノオリンピックのエストニア選手団、およびその競技結果。

## 概要
今大会は、金メダル3個を獲得した。

## メダル
| メダル | 選手名                 | 競技                   | 種目           |
| ------ | ---------------------- | ---------------------- | -------------- |
| 金     | アンドルス・ベールパル | クロスカントリースキー | 15kmクラシカル |
| 金     | クリスチナ・シュミグン | クロスカントリースキー | 15kmパシュート |
| 金     | クリスチナ・シュミグン | クロスカントリースキー | 10kmクラシカル |